# Kodithimmanahalli, Tumkur
Kodithimmanahalli là một làng thuộc tehsil Tumkur, huyện Tumkur, bang Karnataka, Ấn Độ.